# Lanthes
Lanthes és un municipi francès, situat al departament de la Costa d'Or i a la regió de Borgonya - Franc Comtat. L'any 2007 tenia 238 habitants.

## Demografia

### Població
El 2007 la població de fet de Lanthes era de 238 persones. Hi havia 86 famílies, de les quals 20 eren unipersonals (12 homes vivint sols i 8 dones vivint soles), 31 parelles sense fills, 27 parelles amb fills i 8 famílies monoparentals amb fills.
La població ha evolucionat segons el següent gràfic:
Habitants censats

### Habitatges
El 2007 hi havia 96 habitatges, 86 eren l'habitatge principal de la família, 4 eren segones residències i 6 estaven desocupats. 94 eren cases i 1 era un apartament. Dels 86 habitatges principals, 79 estaven ocupats pels seus propietaris, 5 estaven llogats i ocupats pels llogaters i 2 estaven cedits a títol gratuït; 6 tenien dues cambres, 14 en tenien tres, 25 en tenien quatre i 41 en tenien cinc o més. 63 habitatges disposaven pel capbaix d'una plaça de pàrquing. A 27 habitatges hi havia un automòbil i a 50 n'hi havia dos o més.

### Piràmide de població
La piràmide de població per edats i sexe el 2009 era:
| Homes | Edats   | Dones |
| ----- | ------- | ----- |
| 0     | 95 o +  | 0     |
| 0     | 90 a 94 | 0     |
| 0     | 85 a 89 | 0     |
| 0     | 80 a 84 | 4     |
| 0     | 75 a 79 | 0     |
| 8     | 70 a 74 | 0     |
| 4     | 65 a 69 | 12    |
| 4     | 60 a 64 | 0     |
| 0     | 55 a 59 | 12    |
| 8     | 50 a 54 | 12    |
| 12    | 45 a 49 | 4     |
| 12    | 40 a 44 | 12    |
| 4     | 35 a 39 | 4     |
| 4     | 30 a 34 | 0     |
| 12    | 25 a 29 | 8     |
| 0     | 20 a 24 | 4     |
| 20    | 15 a 19 | 4     |
| 0     | 10 a 14 | 0     |
| 0     | 5 a 9   | 0     |
| 0     | 0 a 4   | 4     |

## Economia
El 2007 la població en edat de treballar era de 143 persones, 95 eren actives i 48 eren inactives. De les 95 persones actives 86 estaven ocupades (48 homes i 38 dones) i 9 estaven aturades (5 homes i 4 dones). De les 48 persones inactives 22 estaven jubilades, 5 estaven estudiant i 21 estaven classificades com a «altres inactius».

### Ingressos
El 2009 a Lanthes hi havia 84 unitats fiscals que integraven 233 persones, la mediana anual d'ingressos fiscals per persona era de 16.804 €.

### Activitats econòmiques
Dels 3 establiments que hi havia el 2007, 1 era d'una empresa de construcció, 1 d'una empresa de comerç i reparació d'automòbils i 1 d'una empresa de transport.
L'any 2000 a Lanthes hi havia 5 explotacions agrícoles que ocupaven un total de 550 hectàrees.

## Poblacions més properes
El següent diagrama mostra les poblacions més properes.